# Nothing (singel A)
Nothing – singel zespołu A wydany w 2002 promujący album Hi-Fi Serious.
Utwór znalazł się na kompilacji My Perfect List wydanej w 2007 przez Warner Music Group.

## Spis utworów[1]

### Wersja singlowa - brytyjska[3]
1. "Nothing"
2. "T-Shirt Money"
3. "Everybody In"
4. "Nothing" (wideo)

### Wersja europejska[4]
1. "Nothing"
2. "T-Shirt Money"
3. "Everybody In"
4. "Getting Me Off"
5. "The Distance"